# 張朝珍
張朝珍（？—1680年），字玉笥，號玉如，漢軍正藍旗人，清朝政治人物。

## 生平
- 順治？年（？年）任刑部他赤哈哈番
- 順治6年（1649年）任工部啟心郎
- 順治？年（？年）任兵部督捕理事官
- 順治？年（？年）任正藍旗漢軍牛彔章京
- 順治16年（1659年）任甲喇章京
- 順治18年（1661年）任安徽巡撫
- 順治？年（？年）任工部尚書銜
- 順治18年（1661年）任都察院右副都御史（坐銜）
- 康熙？年（？年）任提督（兼職）
- 康熙10年（1671年）因丁母憂去職
- 康熙12年（1673年）任湖廣巡撫
- 康熙13年（1674年）任兵部尚書（坐銜）
- 康熙19年（1680年）去世[1]